# Luigi Marchesi (scultore)
Luigi Marchesi (Saltrio, 16 aprile 1799 – Saltrio, 28 dicembre 1874) è stato uno scultore italiano.

## Biografia
Pittore per diletto, fratello minore di un altro scultore, Pompeo Marchesi, nacque da Carlo Gerolamo, anch'egli scultore di professione - attivo presso la fabbrica del Duomo di Milano - e da Caterina Tamburini.
Su consiglio del padre frequentò a Milano l'Accademia di Brera, dove ricevette, forte di un buon profitto, diversi encomi. Entrò poi a far parte nel 1823 del gruppo di scultori di area milanese operanti in Duomo. Come colleghi ebbe diversi compagni di corso, come Benedetto Cacciatori, Giovanni Piazza, Gerolamo Rusca, Abbondio Sangiorgio, Francesco Somaini.

## Opere maggiori
Nei circa quarant'anni di attività in Duomo gli furono commissionate oltre trenta statue delle più svariate dimensioni, fra cui quelle raffiguranti San Mario, San Calimero, San Patrizio e Sant'Ignazio di Loyola.

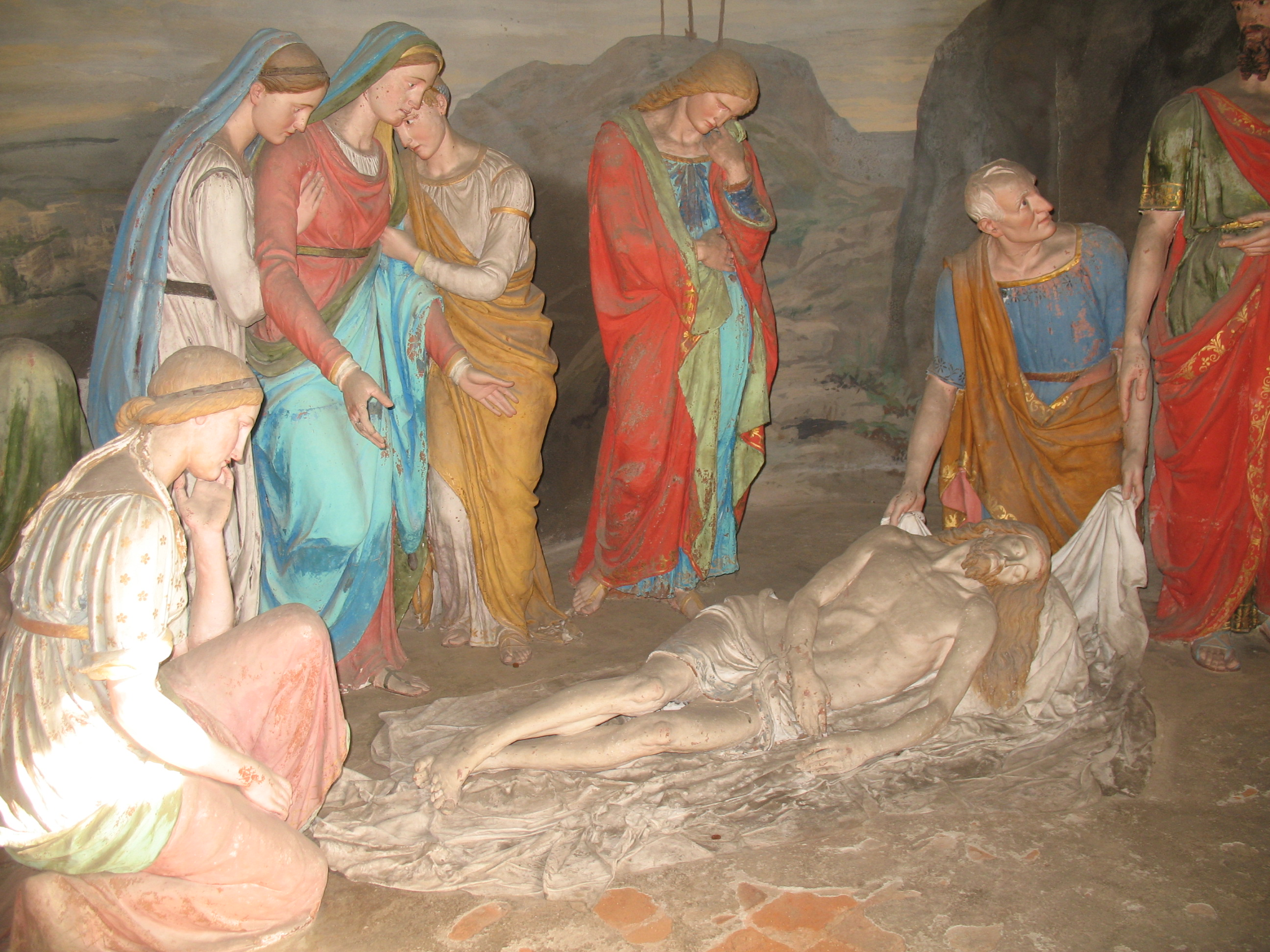
Sacro Monte di Varallo: Cappella XLI, Gesù deposto nella Sindone (1826)

È anche del 1823 la commissione, da parte di un gruppo di emigranti della Valsesia, per nove statue in terracotta, destinate ad una cappella del Sacro Monte di Varallo (la quarantunesima), raffigurante Gesù deposto nella Sindone. Tale commissione suscitò le perplessità dei responsabili del Sacro Monte valsesiano che consideravano l'allora ventiquattrenne artista ancora troppo giovane per tale gravoso impegno. Tuttavia, nel 1826, quando furono completate, le nove statue - la cui realizzazione fu remunerata con il solo rimborso delle spese - risultarono quanto mai soddisfacenti.
Di Marchesi - e di Gaetano Manfredini - sono anche le statue dette degli Dei Consenti, poste sul cornicione di Palazzo Tarsis, costruito a Milano in via San Paolo, tra il 1836 e il 1838, su progetto dell'architetto Luigi Clerichetti.
Opere di questo scultore sono anche La Carità sul fastigio e La fondazione dello Stabilimento che decorano la facciata e gli interni dell'Ospedale Fatebenefratelli, sempre a Milano.

## Altre opere
Fra le altre sue opere figurano:
- busto della nobildonna e letterata Felicia Giovio Perpenti, nuora di Candida Lena Perpenti, a Villa Olmo di Como[3]
- busti dei genitori dell'artista risalenti al 1838, nella cappella di famiglia a Saltrio, in parte deturpati
- bassorilievo La fondazione di Milano ai Caselli Daziari di Porta Venezia
- busto della contessa Laura Visconti Ciceri, promotrice dell'Ospedale Fatebenefratelli, risalente al 1839, andato distrutto
- monumento alla stessa contessa a figura intera, inaugurato il 18 aprile 1848, nei giorni delle cinque giornate di Milano
- bassorilievo in stucco della fondazione dell'Ospedale Fatebenefratelli, composto da tredici figure collocate sul frontale dell'edificio
- telamoni e contorni architettonici dell'Hotel Palace di Lugano
- angeli per l'altare maggiore della parrocchiale di Santa Cristina ad Affori
- Cristo con due angeli per il tempietto dell'altare maggiore disegnato da Giacomo Tazzini per l'abside della chiesa di Santa Maria Podone, a Milano
- Monumento al fisico Francesco Valcamonica, nell'ospedale di Vimercate
- Madonna nella chiesa parrocchiale dei Santi Gervasio e Protaso, inizialmente attribuita al fratello Pompeo
- Madonna della cintura per la chiesa dei Santi Pietro e Paolo a Castellanza di Biumo Inferiore (Varese)